# Тайландски пилоти от Формула 1
Тази страница представлява списък, който включва всички тайландски пилоти, които са вземали участие в световния шампионат на Формула 1, както техните резултати и статистики.

## Първият тайландски пилот участвал във Формула 1
| Година | Дата   | Пилот      | Конструктор | Голяма награда    | Писта       |
| ------ | ------ | ---------- | ----------- | ----------------- | ----------- |
| 1950   | 13 май | Принц Бира | Мазерати    | ГН Великобритания | Силвърстоун |

## Световни шампиони
- Тайландски пилот никога не е печелил световната титла.

## Резултати на тайландските пилоти във Формула 1
- до сезон 2022 включително

| N |         | Участия | Победи | ПП | НБО | Точки | Подиуми |
| 2 | Тайланд | 79      | –      | –  | –   | 209   | 2       |
| - | ------- | ------- | ------ | -- | --- | ----- | ------- |

| N | Пилот       | Участия | Победи | ПП | НБО | Точки | Подиуми |
| - | ----------- | ------- | ------ | -- | --- | ----- | ------- |
| 1 | Алекс Албън | 60      | –      | –  | –   | 201   | 2       |
| 2 | Принц Бира  | 19      | –      | –  | –   | 8     | –       |